# Zarečica
Zarečica (italsky: Zarecizza) je část občiny Ilirska Bistrica v Přímořsko-vnitrokraňském regionu ve Slovinsku. Je to sídlo typu vesnice.

## Geografie
Ostrožno Brdo se nachází v nadmořské výšce 428 m n. m. v historickém regionu Vnitřní Kraňsko.

## Obyvatelstvo
V roce 2002 žilo ve vsi Ostrožno Brdo 124 obyvatel na ploše 177 ha.